# Gõ kiến Carolina
Gõ kiến Carolina (danh pháp hai phần: Melanerpes carolinus) là một loài chim thuộc họ Gõ kiến. Chim gõ kiến Carolina sinh sản ở phía nam Canada và đông bắc Hoa Kỳ, phía nam tận Florida và như xa phía tây là Texas. 
Nó lần đầu tiên được mô tả trong Linnaeus' Systema Naturae, với tên Picus carolinus..

## Hình ảnh

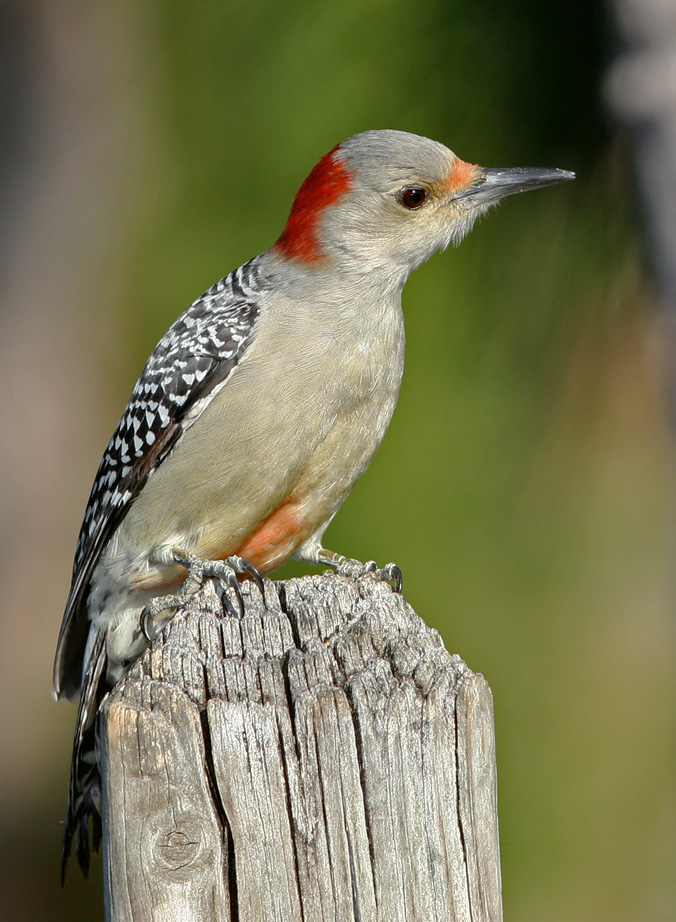
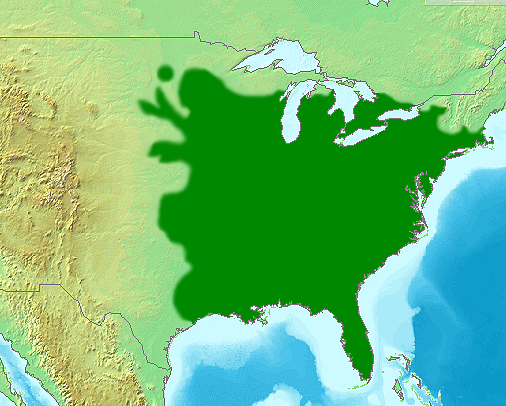
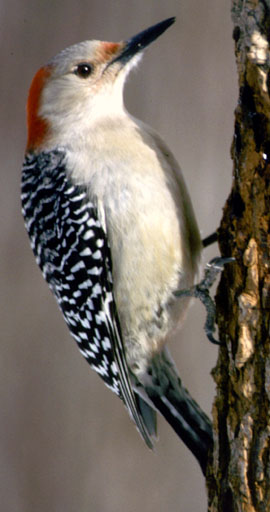
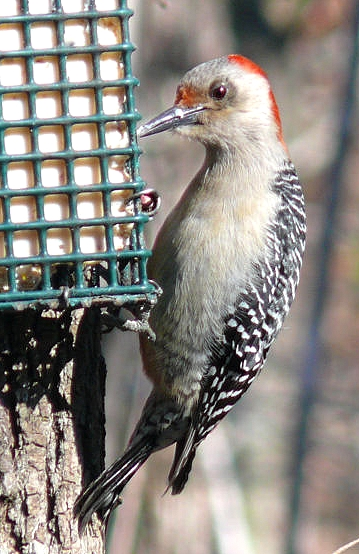
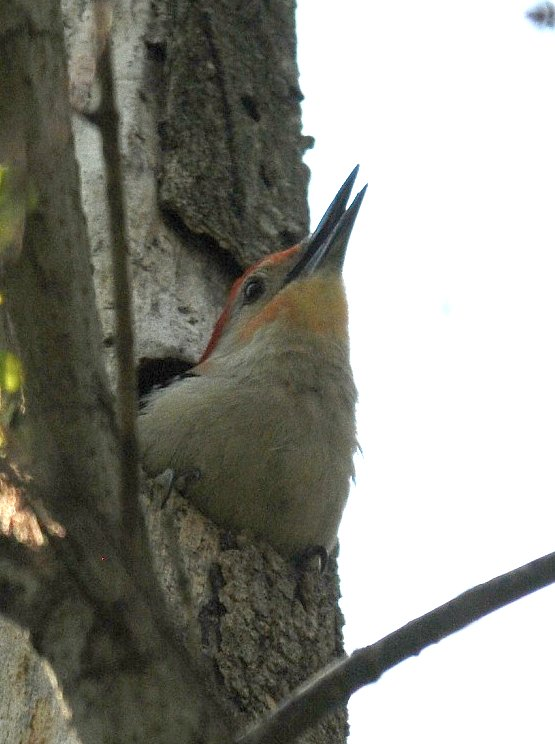
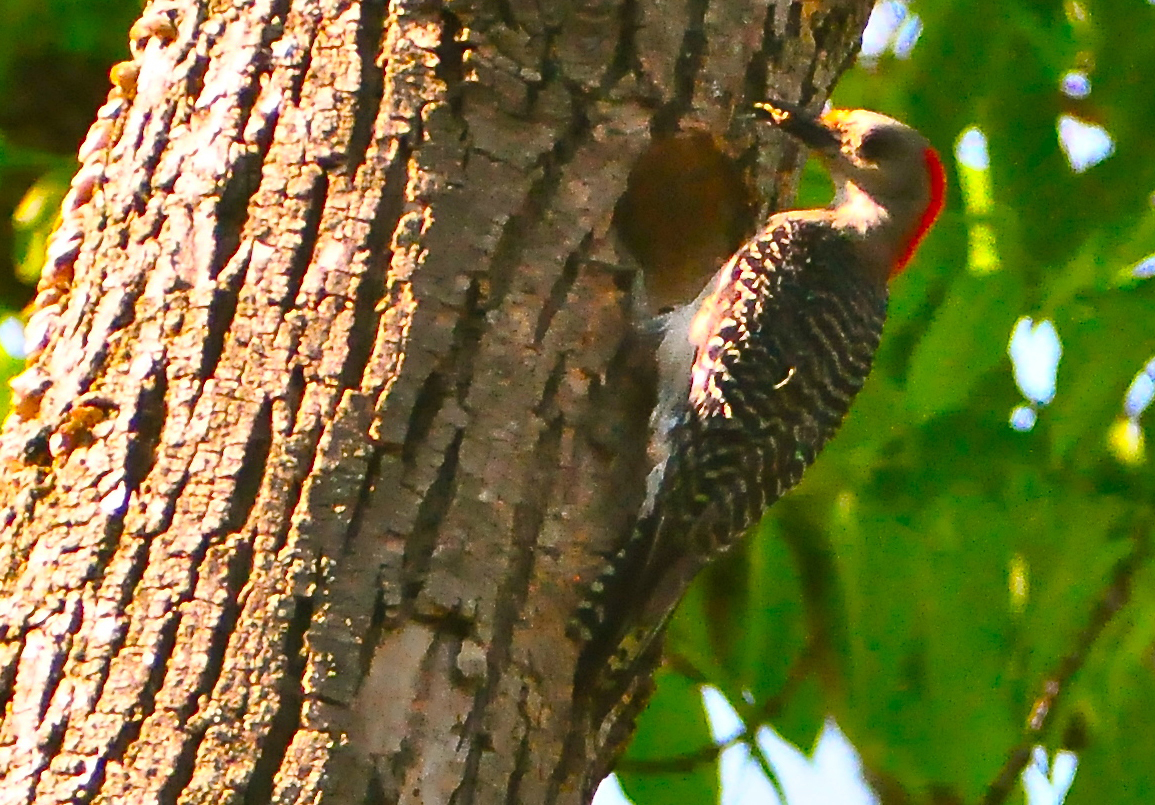